# Dmytro Bezruk
Dmytro Andrijowycz Bezruk, ukr. Дмитро Андрійович Безрук (ur. 30 marca 1996 we wsi Wełykyj Dalnyk, w obwodzie odeskim) – ukraiński piłkarz, grający na pozycji bramkarza.

## Kariera piłkarska

### Kariera klubowa
Wychowanek klubu Czornomoreć Odessa, barwy którego bronił w juniorskich mistrzostwach Ukrainy (DJuFL). 31 marca 2012 rozpoczął karierę piłkarską w młodzieżowej drużynie Czornomorca Odessa, a 16 sierpnia 2015 debiutował w podstawowym składzie klubu. 11 grudnia 2018 opuścił odeski klub.

### Kariera reprezentacyjna
Występował w juniorskich reprezentacjach U-17 i U-19. W styczniu 2016 został powołany do młodzieżowej reprezentacji Ukrainy.